# Кучеренко Геннадій Семенович
Генна́дій Семе́нович Кучере́нко (рос. Геннадий Семёнович Кучеренко; * 23 серпня 1932, Новоросійськ Краснодарського краю Росії — † 2 березня 1997) — російський історик. Один із провідних фахівців з утопічного соціалізму. Доктор історичних наук, професор.
Закінчив Московський університет.

## Головні праці
- Судьба «Завещания» Жана Мелье в XVIII веке. Москва : Наука, 1968. 210 с.
- Сен-симонизм в общественной мысли XIX в. Москва : Наука, 1975. 358 с.
- Западноевропейский утопический социализм в работах советских историков. Москва : Наука, 1981. 328 с. (У співавторстві з В. А. Дунаєвським)
- Исследования по истории общественной мысли Франции и Англии, XVI — первая половина XIX в. Москва : Наука, 1981. 319 с.
- Сочинение Гельвеция «Об уме» в переводе Е. Р. Дашковой // XVIII век. Санкт-Петербург, 1999. Вып. 21. С. 215–227.  [Архівовано 29 грудня 2013 у Wayback Machine.]